# ユディトとホロフェルネス (ヤン・デ・ブライ)
『ユディトとホロフェルネス』（蘭: Judith en Holofernes、英: Judith and Holofernes）は、オランダ黄金時代の画家ヤン・デ・ブライが1659年に板上に油彩で制作した歴史画である。「Bray 1659」という画家の署名と制昨年が記されている。作品は1908年に購入されて以来、アムステルダム国立美術館に所蔵されている。

## 主題
「ユディト記」 (10-14章) によれば、イスラエルの町べトゥリアにはユディトと呼ばれる若い未亡人がいた。当時、アッシリアの司令官ホロフェルネスは周辺国を征服し、べトゥリアを包囲した。彼は井戸を占拠し、住民の水源を抑えるという非道な戦術を取る。この時、ユディトは喪服を脱ぎ、侍女を1人伴うだけで敵の陣地に乗り込んでいった。ホロフェルネスのもとに身を寄せた彼女は、「ベトゥリアを見限ったので、私が町を案内しましょう」と彼に嘘をつき、信用させる。ホロフェルネスはユディトの美貌に魅了され、彼女と酒をともにしているうちに眠りこけてしまう。彼女は隠し持っていた刀で彼の首を切り落とすと、袋に入れてべトゥリアの町に凱旋した。翌日、司令官ホロフェルネスを失ったアッシリア軍は戦意を失い、逃げ去ったので、べトゥリアは救われることになった。

## 作品

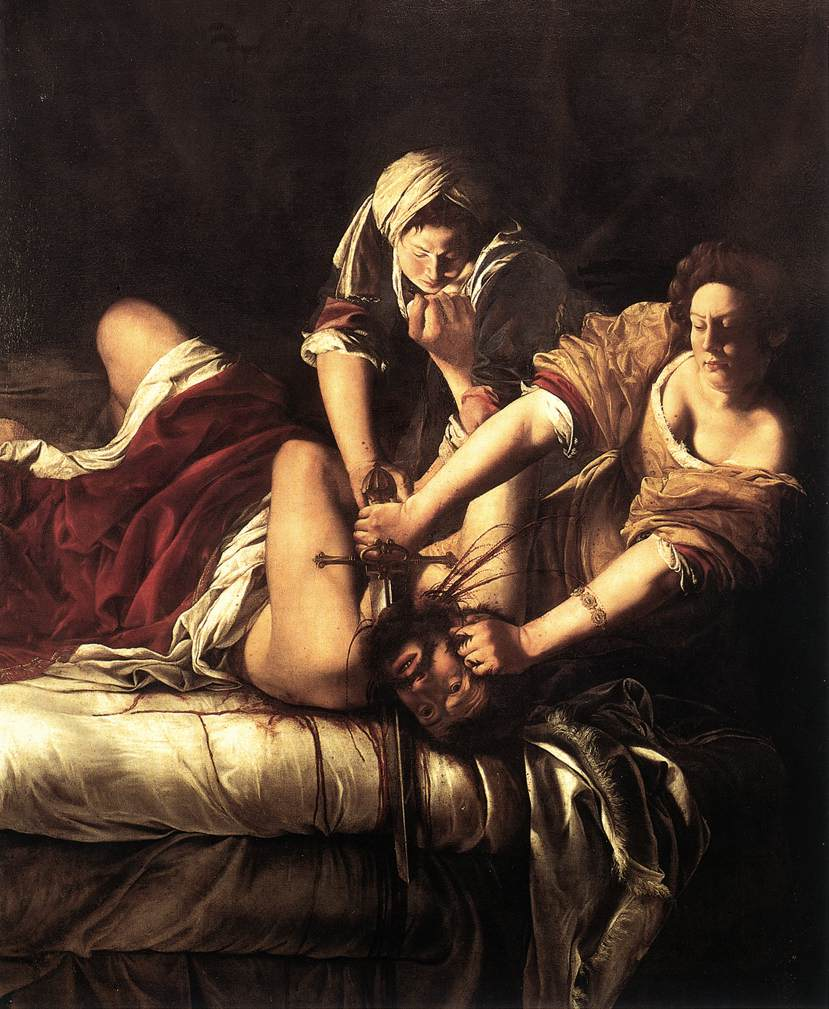
アルテミジア・ジェンティレスキ『ホロフェルネスの首を斬るユディト』(1620年ごろ)、ウフィツィ美術館、フィレンツェ

この物語を描く画家たちは、ユディトがホロフェルネスの首を袋に入れようと持ち上げた瞬間を選ぶことが多い。彼女の背後に首なしのホロフェルネスの遺体が横たわっていることもある。また、ホロフェルネスの顔が死の恐怖に歪み、血が飛び散る斬首そのものの場面を描く画家もいた。しかし、ヤン・デ・ブライは、鑑賞者に戦慄を覚えさせることのない、その直前の瞬間を選んでいる。
ユディトは覚悟を決めた表情で剣を振りかざし、背後にいる侍女は張り詰めた様子でその姿を見つめている。ホロフェルネスは何も気づかず、上等なリネンのシーツの上で穏やかに眠っている。前景の小さなテーブルの上には、ロウソクと銅の器が見える。画家は明るい色彩を用い、整然とした構図の中に情景を描いた。構図は十分に考え抜かれており、ユディトとホロフェルネスは赤い布とともに三角形を形成し、それは背後の円柱で二分されている。デ・ブライは古典主義の伝統で、何よりも美を追求しているように見える。